# Otto Warburg (Agrarwissenschaftler)

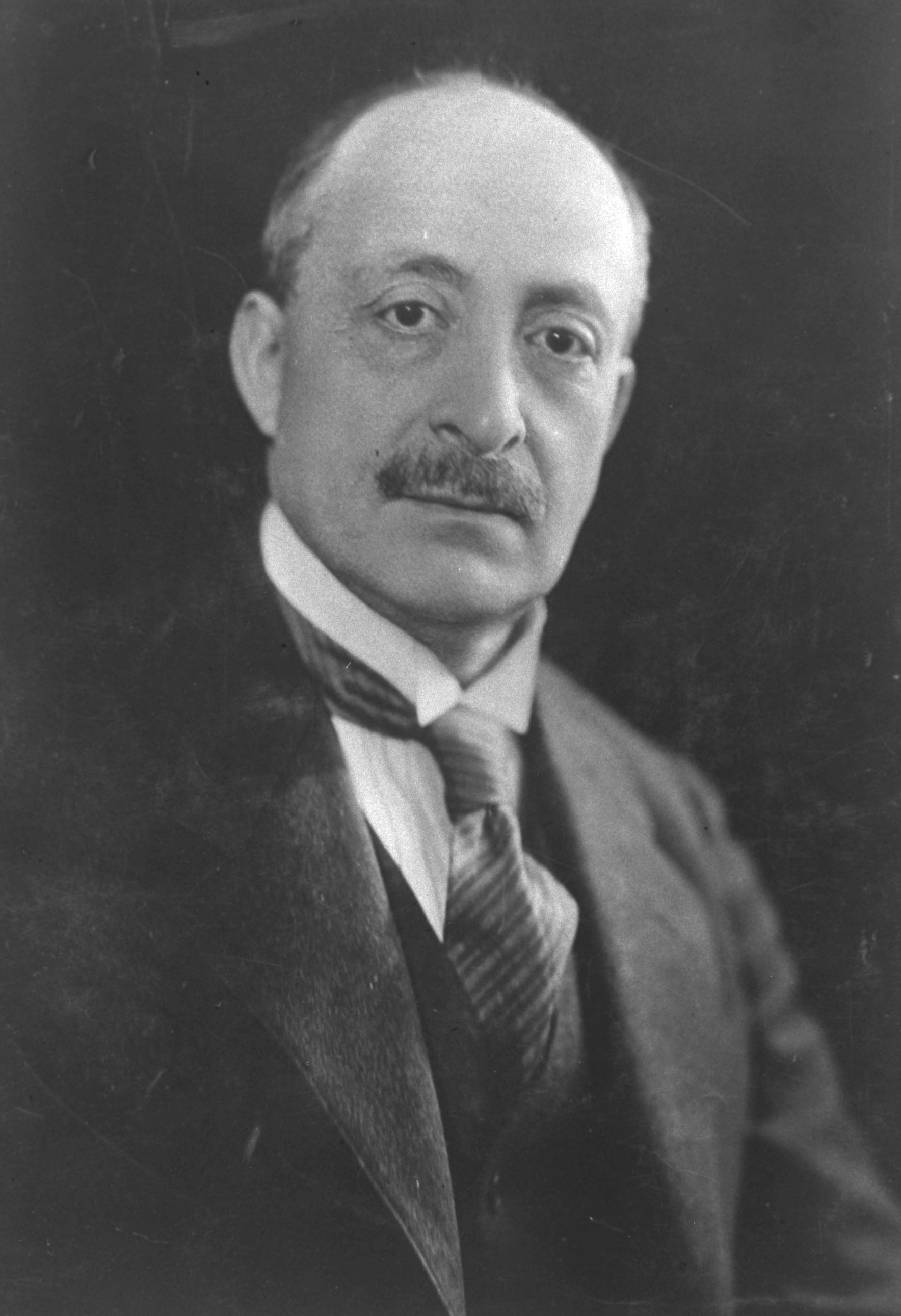
Otto Warburg (1911)

Otto Warburg (* 20. Juli 1859 in Hamburg; † 10. Januar 1938 in Berlin) war ein deutscher Agrarbotaniker, Mitbegründer des Kolonialwirtschaftlichen Komitees und Zionist. Sein offizielles botanisches Autorenkürzel lautet „Warb.“ Er war Präsident der Zionistischen Weltorganisation.

## Leben
Nach seinem Abitur 1879 studierte er Naturwissenschaften (Botanik, Chemie und Zoologie) in Bonn, Berlin und Straßburg. In Straßburg legte er 1883 seine Dissertation vor. 1885 unternahm er eine vierjährige Ostasienreise, die ihn unter anderem nach Indien und Ceylon, in die niederländische Kolonie Java, nach China, Korea, Japan, Formosa und Australien führte. Nach seiner Rückkehr 1889 erregte er mit den auf seinen Expeditionen erworbenen hunderten von Pflanzen reges Interesse, hielt zahlreiche Vorträge und publizierte Aufsätze in Fachzeitschriften. Nach Abschluss der Systematisierung und wissenschaftlichen Auswertung übergab er seine Sammlung 1893 dem Botanischen Museum zu Berlin.
Als Tropenbotaniker war er Mitglied in verschiedenen Gremien der Deutschen Kolonialgesellschaft und gründete 1896 mit Karl Supf und anderen das Kolonialwirtschaftliche Komitee in Berlin. Warburg war ein engagierter Verfechter einer angewandten Botanik zur Entwicklung der Landwirtschaft in den deutschen Kolonien und veranlasste diesem Ziel entsprechend gemeinsam mit dem Bonner Agrarwissenschaftler Ferdinand Wohltmann die Herausgabe der Zeitschrift Der Tropenpflanzer (ab 1897). Als Unternehmer beteiligte er sich an der Gründung mehrerer kolonialwirtschaftlicher Gesellschaften, denen er teilweise als Vorstand und Aufsichtsrat angehörte.
Um 1900 folgte seine Hinwendung zum Zionismus. Gemeinsam mit Franz Oppenheimer und Selig Eugen Soskin war er Mitglied der vom Sechsten Zionistenkongress in Basel 1903 eingesetzten Commission zur Erforschung Palästinas und Herausgeber der Zeitschrift Altneuland. Als Mitglied der Kommission war Warburg maßgeblich an frühen Initiativen zur Entwicklung Palästinas beteiligt, beginnend mit einem Aufruf zur 'Ölbaumspende' 1904. Das „Engere Aktions-Comité“, EAC, der Zionistischen Weltorganisation ZWO sah ihn ab 1905 in Köln als Mitglied, ab 1911 als seinen Vorsitzenden, anschließend bis 1920 in dieser Funktion in Berlin.
1920 gründete Warburg im Auftrag der ZWO eine landwirtschaftliche Versuchsstation in Rechovot. 1922/1923 warb er auf Reisen in den USA für die Hebräische Universität Jerusalem. Unter seiner Leitung ging die ursprünglich selbständige Versuchsstation 1925 mit der biologisch-botanischen Fakultät als Institute of Agriculture und Natural History eine enge Verbindung ein. Nach seiner Emeritierung 1933 förderte Warburg von Berlin aus weiter die Universität. Als Vorsitzender (1934–1937) der Gesellschaft der Freunde der Jerusalem-Bibliothek engagierte er sich dafür, dass Buchnachlässe von jüdischen Familien, die unter dem Druck der NS-Verfolgung auswandern mussten, nicht verschleudert, sondern geordnet an Bibliotheken in Eretz Israel gehen sollten.
Nicht selten wird Otto Warburg mit dem gleichnamigen, aber weitaus bekannteren Nobelpreisträger Otto Warburg verwechselt, etwa bei den Personenstammdaten von Online-Bibliothekskatalogen. Beide Warburgs waren entfernt verwandt, kannten sich aber nicht persönlich, und erhielten oft irrtümlich die Post des jeweils anderen, da beide zeitgleich in Berlin wirkten.

## Privates
Verheiratet war Otto Warburg mit Anna Bertha Cohen (1864–1937), der Tochter des Hamburger Bankiers Gustav Gabriel Cohen. 

## Ehrungen
1892 wurde Otto Warburg zum Mitglied der Leopoldina gewählt.
Das 1984 als israelisch-deutsches Joint-Venture gegründete Otto Warburg Minerva Center in Rechovot, das zur Fakultät Agricultural, Food and Environmental Quality Sciences der Hebräischen Universität Jerusalem gehört, erinnert durch seine Namensgebung an die Leistungen Warburgs.
Ihm zu Ehren wurden die Pflanzengattungen Warburgia Engl. der Pflanzenfamilie der Canellaceae, Warburgina Eig aus der Familie der Rötegewächse (Rubiaceae) und die Moosgattung Warburgiella Müll.Hal. ex Broth. benannt.

## Schriften (Auswahl)
- Über den Bau des Holzes von Caulotretus heterophyllus. Diss. rer. nat. Straßburg 1883.
- Die Muskatnuss. Ihre Geschichte, Botanik, Kultur, Handel und Verwerthung sowie ihre Verfälschungen und Surrogate. Zugleich ein Beitrag zur Kulturgeschichte der Banda-Inseln. Verlag Engelmann Leipzig 1897. Text im ganzen Online gestellt.
- Monsunia. Beiträge zur Kenntniss der Vegetation des süd- und ostasiatischen Monsungebietes. Verlag Engelmann Leipzig 1900.
- Die Kautschukpflanzen und ihre Kultur. Berlin 1900.
- Geschichte und Entwicklung der angewandten Botanik. In: Berichte der Deutschen Botanischen Gesellschaft Bd. 19, 1901, S. 153–183.
- Kulturpflanzen der Weltwirtschaft. Verlag R. Voigtländer Leipzig 1908.
- Die Pflanzenwelt. 3 Bände, Bibliographisches Institut, Leipzig 1913, 1916 und 1922.